# Поліграфія та видавнича справа. Російсько-український тлумачний словник
«Поліграфія та видавнича справа. Російсько-український тлумачний словник» — словник. Укладачі — співробітники Української академії друкарства Б. В. Дурняк,  О. В. Мельников, О. М. Василишин, О. Г. Дячок. Словник найповніше вітчизняне видання, що максимально охоплює національну термінологію з поліграфії, видавничої справи та суміжних галузей.
Видання побачило світ 2002 року у видавництві «Афіша» (Львів).

## Зміст словника
Словник містить основні, найбільш вживані терміни з поліграфії та видавничої справи, а також загально технічні терміни, що часто зустрічаються у поліграфічній практиці. Окрім того, до словника включені терміни пов’язані з комп’ютерною технікою та спорідненими з поліграфією галузями промисловості, виробництвом та властивостями паперу, друкарських фарб, лаків та фотоматеріалів.
Словник розрахований на студентів та викладачів вищих навчальних закладів видавничо-поліграфічного профілю, а також може бути корисним спеціалістам галузі, що працюють безпосередньо на виробництві

## Структура книги
До словника додаються дані про споживчі формати паперу та виробів з паперу; основні та похідні одиниці SI; правила написання та друку символів величин, назв і позначень одиниць; правила запису індексів; особливі випадки скорочень слів української та російської мов; технічні вимоги до оригіналів для поліграфічного відтворення; методику визначення обсягу авторського і видавничого оригіналів; знаки для розмітки оригіналів і виправлення коректурних і пробних відбитків; технічні вимоги до поліграфічного виконання книжкових видань та багато іншої корисної для працівників галузі інформації.

## Рецензії
- Розум О. [Рецензія] // Друкарство. — 2003. — № 3. — С. 30—31
- Нізельський Ю. Стандартизація термінів у поліграфії й видавничій справі // Зб. наук. праць учасників 8-ї Міжнар. наук. конф. «Проблеми укр. термінології СловоСвіт 2004», 7–9 вер. 2004 р., Львів. — Львів : Ліга-Прес, 2004. — С. 28–29